# James Maybrick

James Maybrick

James Maybrick (* 24. Oktober 1838 in Liverpool, England, Vereinigtes Königreich; † 11. Mai 1889) war ein britischer Baumwollhändler. Nach seinem Tod wurde seine Frau Florence Maybrick in einem aufsehenerregenden Prozess verurteilt, da sie angeklagt wurde, ihn vergiftet zu haben.
In einem später aufgetauchten Tagebuch beschrieb der Autor seine angeblichen Taten als Jack the Ripper. Dieses Tagebuch wurde als authentisches Geständnis von James Maybrick veröffentlicht; später wurde es als Fälschung entlarvt.

## Leben
Wegen seiner Handelsaktivitäten musste Maybrick regelmäßig reisen. 1871 ließ er sich in Norfolk (USA) nieder, um eine neue Abteilung zu eröffnen. Während er 1874 dort verweilte, infizierte er sich mit Malaria. Daraufhin wurde ihm die dauerhafte Einnahme von arsenhaltigen Medikamenten verschrieben.
1880 entschied Maybrick, wieder zum Firmensitz nach England zurückzukehren. Sechs Tage nachdem er in New York am 12. März 1880 ein Schiff bestiegen hatte, erreichte er Liverpool. Während der Fahrt wurde er Florence Elizabeth Chandler vorgestellt und fast unmittelbar danach begann er, ihre Heirat zu planen. Ihre Vermählung wurde bis zum 27. Juli 1881 aufgeschoben.
Sie bekamen zwei Kinder, James Chandler Maybrick und später auch eine Tochter, Gladys Evelyn Maybrick. Maybrick teilte weiterhin seine Zeit zwischen den amerikanischen und englischen Niederlassungen seiner Firma, wodurch die Ehe belastet wurde. Es gibt Anzeichen dafür, dass beide Ehepartner außereheliche Affären führten. Später hatte Maybrick noch eine weitere Ehefrau, Sarah Ann Robertson, ohne von seiner ersten Frau geschieden worden zu sein.
Maybricks Gesundheit kollabierte am 27. April 1889, und sein Zustand wurde schlechter, was mit seinem Tod am 11. Mai 1889 endete. Die Todesumstände wurden genauer untersucht und eine  Analyse seines Körpers ergab als Todesursache eine Überdosis Arsen. Unklar bleibt, ob die Überdosis von ihm selber, von seiner Frau oder von einer dritten Person verabreicht worden war. Jedoch wurde seine Witwe festgenommen und zum Tode verurteilt.
Diskussionen dieses Falls, vor allem bezogen auf die Gerechtigkeit des Prozesses, führten zu einer Verurteilung von Freiheitsentzug auf Lebenszeit. Eine Wiederaufnahme des Falls hatte 1904 ihre Freilassung zur Folge. Nachdem sie mehrere Krankheiten überstanden hatte, starb sie am 23. Oktober 1941. Zu dieser Zeit war der Fall sehr populär, der Tod von Florence Maybrick wurde jedoch weitestgehend vergessen.

## Tagebuch des Jack the Ripper

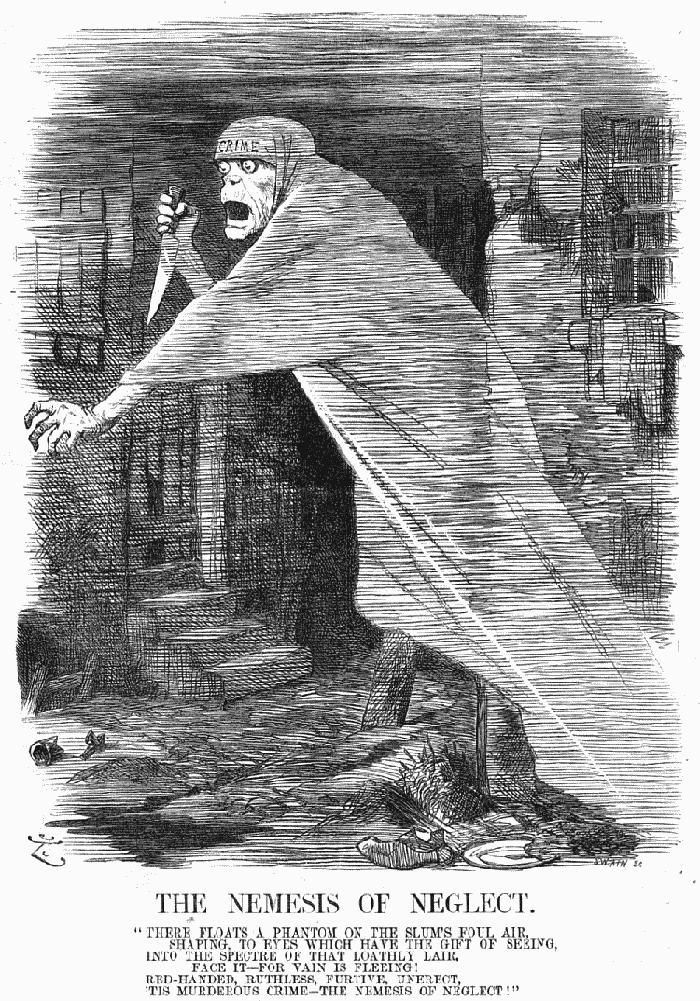
Jack the Ripper: Die Vergeltung der Nachlässigkeit (29. Sept. 1888).

1992 erschien ein Dokument, das als James Maybricks Tagebuch gehandelt wurde, welches ihn als Jack the Ripper identifizierte. Der Autor erwähnte zwar nicht seinen Namen, doch bot er beständig Andeutungen und Bezugspunkte aus Maybricks bekanntem Leben und Gewohnheiten, so dass deutlich gemacht wurde, er sei es gewesen. Der Schreiber beschreibt seine Aktionen und Verbrechen detailliert über mehrere Monate hinweg und schreibt sich die Ermordung der fünf Opfer zu, für die üblicherweise Jack the Ripper verantwortlich gemacht wurde.
The Diary of Jack the Ripper wurde 1993 unter großen Diskussionen veröffentlicht, was außerdem eine andauernde Debatte auslöste, ob das Tagebuch eine fehlerfreie Darstellung beinhalte, ob es wirklich eine Darstellung von einem Mann des späten 19. Jahrhunderts sei, der die Ripper-Verbrechen begangen hatte, oder ob es von gewitzten Fälschern zu einem späteren Zeitpunkt angefertigt worden war.
Die Debatte wurde oft wieder angeheizt und ein Schreiber notierte, dass „die Saga von Maybricks Tagebuch verwirrend, kompliziert und stark gewunden“ sei.
Die aktuelle Übereinstimmung ist, dass das Tagebuch eine Fälschung ist. Zu dem Schluss kam man, als verschiedene Jack-the-Ripper-Experten feststellten, dass das Tagebuch fehlerhafte Informationen über die Verbrechen enthält, die erst im 20. Jahrhundert aufkamen. Außerdem wurden Proben von der Tinte genommen, die belegten, dass das Tagebuch in jüngster Zeit geschrieben wurde und auch nur in ein paar wenigen Sitzungen und nicht, wie es am Anfang des Tagebuches heißt, über mehrere Monate hinweg. Es wurde in ein altes Einklebebuch geschrieben, bei dem die ersten zwanzig Seiten herausgerissen worden waren, was zeigt, dass ein altes halb benutztes Buch gefunden worden ist, bei dem der ursprüngliche Inhalt entfernt worden war.
Einige „Ripperologen“ beharren jedoch immer noch darauf, dieses Tagebuch als echt anzuerkennen.
Maybrick wurde außer dem Tagebuch auch eine Taschenuhr zugeschrieben, auf deren Rückseite die Initialen „J.M.“ eingeritzt waren, einhergehend mit den Initialen der so genannten „anerkannten Ripper-Opfer“. Die generelle Übereinstimmung ist wieder, dass die Uhr, obgleich auch als antik festgestellt, von einem Fälscher bearbeitet wurde, der die Initialen hinzufügte. 1995 schwor Michael Barrett in einer beeidigten Erklärung, dass er „der Autor des Manuskripts war, das von meiner Frau Anne Barrett nach meinem Diktat geschrieben wurde und als Tagebuch des Jack the Ripper bekannt ist.“ Doch zu weiterer Verwirrung führte der darauf folgende Widerruf seiner Erklärung und dann wieder deren Mitschrift.